# 도요시나정
도요시나정(일본어: 豊科町)은 일본 나가노현 중서부, 미나미아즈미군에 위치했던 정이다. 현재의 아즈미노시 남동부에 해당한다.

## 역사
- 1876년 8월 21일 - 나가노현에 소속되었다.
- 1889년 4월 1일 - 정촌제 시행과 함께 도요시나촌 단독으로 자치체를 형성하였다.
- 1915년 4월 1일 - 정으로 승격해 도요시나정이 되었다.
- 1955년 1월 15일 - 미나미호타카촌, 다키베촌 및 히가시치쿠마군 가미카와테촌 일부와 합병해 새로운 도요시나정이 성립하였다.
- 2004년 7월 23일 - 호타카정, 미사토촌, 호리가네촌 및 히가시치쿠마군 아카시나정과 법정 합병 협의회를 설치하였다.
- 2005년 10월 1일 - 호타카정, 미사토촌, 호리가네촌, 히가시치쿠마군 아카시나정과 합병해 아즈미노시가 성립하였다. 동일 됴오시나정은 폐지되었다.

## 교통

### 철도
- 동일본 여객철도
  - 오오이토 선
  - 시노노이 선

### 도로
- 국도 19호선
- 국도 143호선
- 국도 403호선